# Woodstock (CDP, New York)
Pour les articles homonymes, voir Woodstock.
Woodstock est une census-designated place du comté d'Ulster, dans l'État de New York, aux États-Unis,. En 2020, elle compte une population de 2 521 habitants.